# التاريخ الاقتصادي للحرب العالمية الأولى

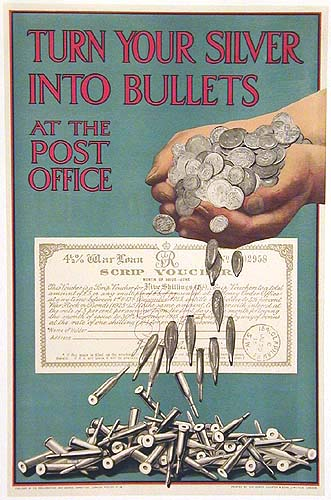
ملصق بريطاني يشجع على الاستثمار في أذون الحرب.

يغطي التاريخ الاقتصادي للحرب العالمية الأولى الأساليب التي استخدمتها الحرب العالمية الأولى (1914-1918)، إضافة إلى قضايا ما بعد الحرب ذات الصلة مثل ديون الحرب والتعويضات المترتبة عنها. يغطي التعبئة الاقتصادية للعمالة والصناعة والزراعة) أيضًا، ما أدى إلى الفشل الاقتصادي. يتعامل التاريخ الاقتصادي للحرب العالمية الأولى مع الحرب الاقتصادية مثل الحصار المفروض على ألمانيا، إضافة إلى بعض القضايا المرتبطة ارتباطًا وثيقًا بالاقتصاد مثل قضايا النقل العسكري.
توقعت جميع القوى حربًا قصيرة عام 1914. لم يستعدّ أي منهم اقتصاديًا لحرب طويلة الأمد، فلم يخزّنوا المواد الغذائية أو المواد الخام الحساسة. كلما طال أمد الحرب، برزت مزايا الحلفاء وزادت نقاط قوتهم، وذلك بسبب اقتصاداتهم الأكبر والأعمق والأكثر تنوعًا ووصولهم الأفضل إلى الإمدادات العالمية. يستنتج ستيفن برودبيري ومارك هاريسون عند انفجار الأزمة في وقت متأخر من العام 1914: «كان ينبغي لقدرة الحلفاء الكبرى على تحمل المخاطر واستيعاب تكلفة الأخطاء واستبدال الخسائر وتراكم التفوق الكمي الساحق أن يحول ميزان الأحداث في النهاية ضد ألمانيا».
كان لدى الحلفاء ثروات أكبر يمكنهم إنفاقها على الحرب. يشير أحد التقديرات (بحسب سعر الدولار الأمريكي عام 1913) إلى أن الحلفاء أنفقوا 147 مليار دولار على الحرب، بينما أنفقت قوات المحور 61 مليار دولار فقط. من بين الحلفاء، أنفقت بريطانيا وإمبراطوريتها 47 مليار دولار وأنفقت الولايات المتحدة 27 مليار دولار أمريكي (انضمت أمريكا في وقت متأخر من الحرب) بينما أنفقت ألمانيا من دول المحور 45 مليار دولار.
تتطلب الحرب الشاملة تعبئة كاملة لجميع موارد البلاد من أجل تحقيق هدف مشترك. كان يجب توجيه القوى العاملة إلى الخطوط الأمامية (لدى جميع القوى باستثناء الولايات المتحدة وبريطانيا احتياطيات ضخمة مدربة مصممة فقط لذلك الغرض). خلف الخطوط، كان يجب إعادة توجيه القوى العاملة بعيدًا عن الأنشطة قليلة الأهمية التي كانت تعتبر ترفًا خلال الحرب الشاملة. على وجه الخصوص، كان لا بد من بناء مصانع ذخيرة ضخمة لتوفير القذائف والبنادق والسفن الحربية والبدلات العسكرية والطائرات والمئات من الأسلحة الأخرى القديمة والجديدة. كان على الزراعة أن توفر الغذاء للمدنيين وللجنود (بعضهم كانوا من المزارعين ما حتّم استبدالهم بالنساء والأطفال والمسنين الذين باتوا يقومون بالعمل دون مساعدة من الحيوانات)، وكان من الضروري إطعام الخيول التي جُنّدت لنقل الإمدادات وأُبعدت عن قطاع الزراعة والنقل العام. مثّل النقل عمومًا تحديًا، خاصة عندما حاولت كل من بريطانيا وألمانيا اعتراض السفن التجارية المتوجهة إلى العدو. كان التمويل تحديًا خاصًا. مولت ألمانيا قوى المحور بينما مولت بريطانيا الحلفاء حتى عام 1916 عندما نفدت الأموال، فاضطررت إلى الاقتراض من الولايات المتحدة. تولت الولايات المتحدة تمويل الحلفاء عام 1917 بقروض أصرّت على سدادها بعد الحرب. تطلع الحلفاء المنتصرون إلى هزيمة ألمانيا عام 1919 لإجبارها على دفع تعويضات من شأنها أن تغطي بعض تكاليفهم. قبل كل شيء، كان من الضروري إجراء التعبئة بطريقة تحافظ على ثقة الناس على المدى القصير، وتحافظ على سلطة المؤسسة السياسية على المدى الطويل، وعلى سلامة الاقتصاد على المدى الطويل.

## أوروبا
زاد الناتج المحلي الإجمالي لثلاثة دول من الحلفاء (بريطانيا وإيطاليا والولايات المتحدة)، لكنه انخفض في فرنسا وروسيا وفي هولندا المحايدة وفي دول المحور الرئيسة الثلاث. وصل انكماش الناتج المحلي الإجمالي في النمسا وروسيا وفرنسا والإمبراطورية العثمانية إلى نحو 30 - 40%. في النمسا على سبيل المثال، ذُبحت معظم الخنازير، لذلك في نهاية الحرب لم يكن هناك لحم.
استقرت الجبهة الغربية بسرعة، وحُدّت الحركة تقريبًا ببضع مئات من الأمتار فقط. كان أكبر إنفاق لدى الجانبين يتمّ على قذائف المدفعية، وهي السلاح الرئيس في الحرب. حين كانت الجبهة مستقرة، بنى كلا الجانبين شبكات سكك حديدية متقنة جلبت الإمدادات على بعد ميل من الخطوط الأمامية، واستخدموا العربات التي تجرها الخيول في عمليات التسليم النهائية. في المعركة التي استمرت عشرة أشهر في فردان، أطلق الفرنسيون والألمان حوالي 10 ملايين قذيفة يبلغ وزنها 1.4 مليون طن من الصلب.

## الحلفاء

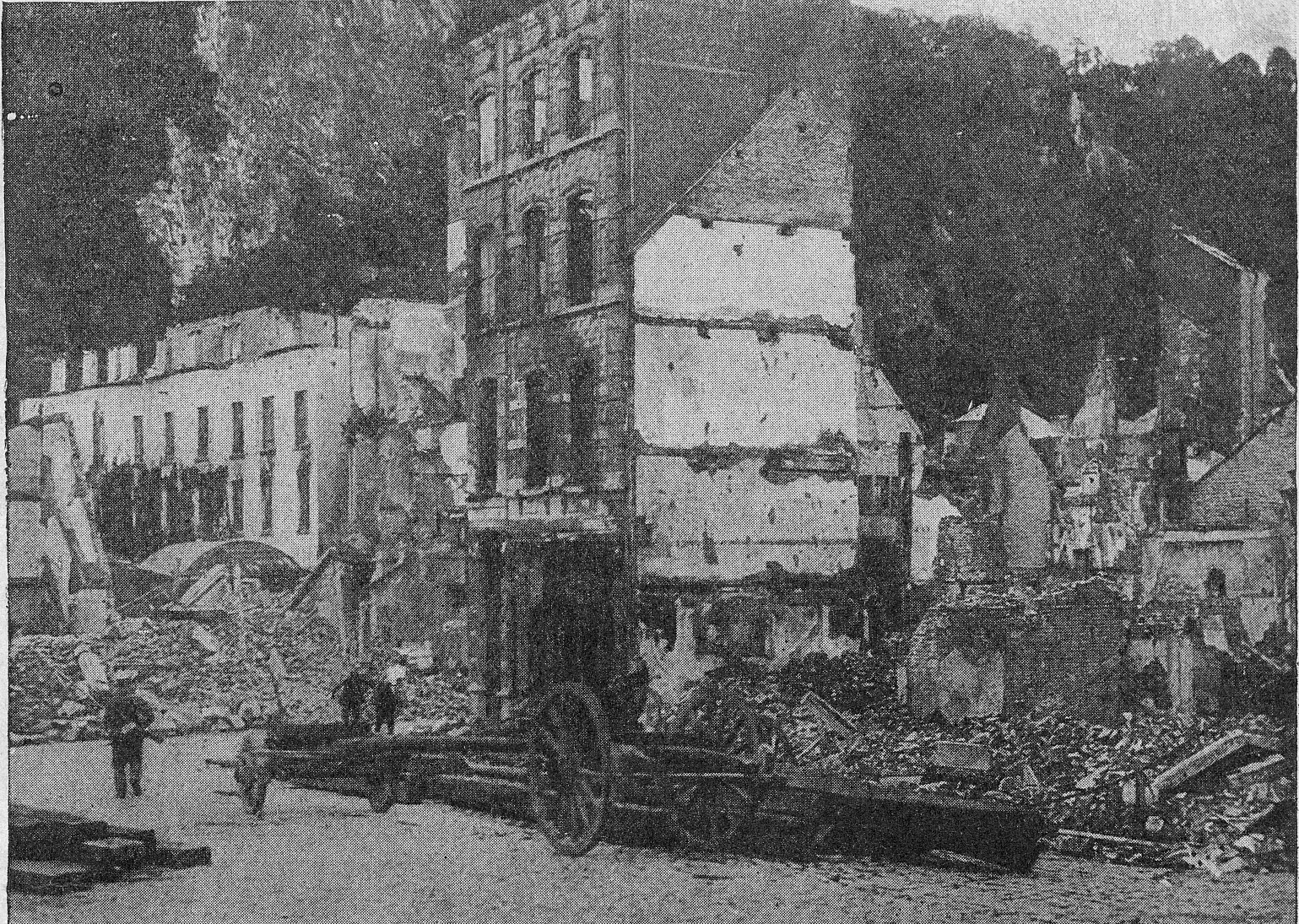
دمار دينانت وتأثير الحرب على الحلفاء: الاقتصاد البريطاني وتمويل الحرب العالمية الأولى

هزمت القوافل الأمريكية وإنتاجها للسفن الضخمة مضادات الحصار الألمانية. دفعت بريطانيا تكاليف الحرب لمعظم حلفائها حتى نفدت أموالها، ثم تولت الولايات المتحدة تمويلهم جميعًا (أي بريطانيا وحلفاؤها).

### المملكة المتحدة
نما الاقتصاد البريطاني (من ناحية الناتج المحلي الإجمالي) نحو 7% من عام 1914 إلى 1918 على عكس الاقتصاد الألماني الذي تقلص بنسبة 27%. شهدت الحرب انخفاضًا في الاستهلاك المدني مع إعادة تخصيص كبيرة للثروات نحو تصنيع الذخائر. ارتفعت حصة الحكومة من الناتج المحلي الإجمالي من 8% عام 1913 إلى 38% عام 1918 (مقارنة مع 50% عام 1943).
على الرغم من المخاوف السائدة عام 1916 من أن إنتاج الذخائر كان متخلفًا، كان الإنتاج أكثر من كافٍ. نما الإنتاج السنوي للمدفعية من 91 مدفعًا عام 1914 إلى 8039 عام 1918. زاد إنتاج الطائرات الحربية من 200 عام 1914 إلى 3200 في عام 1918 ، في حين ارتفع إنتاج البنادق الآلية من 300 إلى 121000.
عام 1915، وافقت اللجنة المالية الإنجليزية الفرنسية على قرض بقيمة 500 مليون دولار من البنوك الأمريكية الخاصة. بحلول عام 1916، كانت بريطانيا تمول معظم نفقات الحرب في الإمبراطورية، كل نفقات إيطاليا وثلثي تكاليف الحرب في فرنسا وروسيا، إضافة إلى نفقات بعض الدول الصغيرة. نفدت احتياطيات الذهب والاستثمارات الخارجية والائتمانات الخاصة، ما أجبر بريطانيا على اقتراض 4 مليارات دولار من وزارة الخزانة الأمريكية في عامي 1917 و 1918. سمحت شحنات المواد الخام والأغذية الأمريكية لبريطانيا بإطعام نفسها وجيشها مع الحفاظ على إنتاجيتها. كان التمويل ناجحًا عمومًا، لأن المراكز المالية القوية للمدن قللت من الآثار الضارة للتضخم، مقارنةً بظروف أسوأ بكثير كانت سائدة في ألمانيا. انخفض الاستهلاك الكلي للمستهلك بنسبة 18% من عام 1914 إلى عام 1919.
شُجعت نشاطات النقابات العمالية فنما عدد أعضائها من 4.1 مليون عام 1914 إلى 6.5 مليون عام 1918، فبلغت ذروتها عام 1920 مع 8.3 مليون منتسب، قبل أن ينخفض هذا الرقم إلى 5.4 مليون عام 1923. كانت النساء متاحات للعمل فدخلت العديد منهن إلى مصانع الذخائر وتولت وظائف أخرى في الجبهة الداخلية التي أخلاها الرجال المنهمكون في المعارك على الجبهات الأمامية.

### الطاقة
كانت الطاقة عاملًا حاسمًا في المجهود الحربي البريطاني، وجاءت معظم إمدادات الطاقة من مناجم الفحم في بريطانيا، حيث كانت المشكلة متعلقة بتوفر العمالة، وكان من المهم أيضًا تأمين تدفق النفط للسفن والشاحنات وللاستخدام الصناعي. لم تكن هناك آبار نفط في بريطانيا، لذا كانت تستورد كل حاجتها منه. ضخت الولايات المتحدة ثلثي نفط العالم. عام 1917، بلغ إجمالي الاستهلاك البريطاني 827 مليون برميل، زودتها الولايات المتحدة بنسبة 85% منها، واستوردت بريطانيا 6% من المكسيك. تمثّلت المشكلة الكبرى عام 1917 بعدد ناقلات السفن التي ستنجو من القوارب الألمانية. حلّ استخدام القوافل وبناء ناقلات جديدة مشكلة التهديد الألماني، في حين ضمنت الرقابة الحكومية المشددة تغطية جميع الاحتياجات الأساسية. خصص مؤتمر البترول بين الحلفاء الإمدادات الأمريكية من النفط لبريطانيا وفرنسا وإيطاليا.
واجهت بريطانيا أزمةً نفطية بسبب حملة الغواصات الألمانية في العام 1917. يُذكر مثلًا أنه بين شهريّ مايو وسبتمبر من ذلك العام، فقدت شركة ستاندرد أويل ستّ سفنٍ ناقلات للنفط (كان منها ناقلة جون دي أرتشهولد الجديدة). وتمثّل الحل الوحيد لتلك الأزمة في زيادة شحنات النفط من أمريكا. عقد الحلفاء المؤتمر النفطي المتحالف بعضوية الولايات المتحدة الأمريكية، وبريطانيا، وفرنسا، وإيطاليا. اضطلعت شركة ستاندرد أويل ورويال داتش/شيل بإدارتها وتشغيلها. أسهم كلٌّ مِن إطلاق الشحنات المحمية بالحراسة لمواجهة غواصات يو-بوت الألمانية ونظام الإدارة المشتركة بين ستاندرد أويل ورويال داتش/شيل أسهم في حل مشاكل إمداد الحلفاء. ضربتْ علاقة العمل الوثيقة الناشئة حينذاك مثالًا نقيضًا لحالة الخلاف بين الحكومة وشركة ستاندرد أويل قبل سنوات. في عامي 1917 و1918، كان ثمة زيادة في الطلب المحلي على النفط، ومردّ ذلك جزئيًا إلى الشتاء البارد الذي سبّب نقصًا في الفحم. ولسدّ الفجوة الحاصلة، عُمِد إلى استخدام الشحنات والنفط المستورد من المكسيك لسد الفجوة. وفي يناير 1918، أمرت مديرية المحروقات الأمريكية المصانع الواقعة في شرق ميسيسيبي بالإغلاق لمدة أسبوع لرفع نسبة شحنات النفط لأوروبا.
وكانت الأولوية القصوى لوقود البترول المخصص للبحرية الملكية البريطانية. في العام 1917، استهلكت البحرية الملكية 12,500 طنًا شهريًا، وحظيت بنسبة 30 ألف طن شهريًا من شركة النفط الأنجلو-إيرانية، المستخرَج من آبار النفط في بلاد فارس.

#### اسكتلندا
قبل العام 1914، كانت أحواض بناء السفن في كلايديسايد هي الأكثر نشاطًا على مستوى العالم، فقد حققت إيرداتها أكثر من ثلث الإنتاج البريطاني. توسعت تلك الأحواض بنسبة تبلغ الثلث خلال الحرب، في المقام الأول لإنتاج سفن من النوع الذي استهدفته غواصات يو-بوت الألمانية بالإغراق. وانطلاقًا من ثقتها بالتوسع في فترة ما بعد الحرب، عمِدت الشركات إلى الاقتراض بصورة مثكفة بغرض توسيع منشآتها. إنما بعد الحرب، تراجعت نسبة العمالة نظرًا لضخامة أحواض بناء السفن، وتكلفتها العالية، وقصورها الشديد. وفي كل الأحوال، فقد تدهور الطلب العالمي. تضررت فئة الحرفيين الخبراء بشكل أساسي بسبب شحّ البدائل المبذولة لتوظيف خبراتهم المتخصصة.

#### أيرلندا
أوشكت أيرلندا على خوض حرب أهلية في العام 1914 بعد تصويت البرلمان على قانون الحكم الذاتي الذي عارضه بشدة أتباع الاتحادية، لا سيما أولئك في أولستر. عندما اندلعت الحرب، عُلّق القانون وأسهم البروتستانت في المجهود الحربي بدعم قوي من ناحية الخدمة العسكرية والإنتاج الصناعي.
خلال الفترة الثورية الأيرلندية، اتّسمت التجربة القومية الأيرلندية للحرب بالتعقيد، وتُثير ذكراها الخلافات. عند نشوب الحرب، دعم معظم الشعب الأيرلندي، بصرف النظر عن انتماءاتهم السياسية، الحربَ مثلما فعل مواطنوهم البريطانيون، وفي بداية الحرب دعم قادة الحركة القومية الأيرلندية وقادة الاتحادية المجهودَ الحربي البريطاني. انخرط أنصار الحركتين، من الكاثوليك والبروتستانت، على نطاق واسع في صفوف القوات البريطانية، وانتظم الكثير منهم في ثلاث فرق حُشدت خصيصًا لتعبئتهم. قاتل أكثر من 200,000 أيرلندي في الحرب، وعلى أكثر من مسرح حربي، وبلغ عدد قتلاهم 30,000. في العام 1916، انتهز أنصار استقلال أيرلندا عن المملكة المتحدة فرصة الحرب المندلعة لإعلان الجمهورية الأيرلندية والدفاع عنها من خلال تمرد مسلح ضد الحكم البريطاني في دبلن. لم يُخطَّط للتمرد بشكل ناجح، وتعرّض للقمع سريعًا. عقب محاكم عسكرية سريعة، أعدم البريطانيون 15 من السجناء، وهو ما تسبب في تأليب الرأي العام لصالح الاستقلال. كما لقيت نية بريطانيا في فرض التجنيد الإجباري في أيرلندا في العام 1918 مقاومة على نطاق واسع، وبالنتيجة لم تدخل حيز التطبيق.

#### الكومنولث والإمبراطورية البريطانية
أدت دول الكومنولث والهند أدوارًا رئيسية. بذلت المستعمرات البريطانية في آسيا وأفريقيا عددًا كبيرًا من العمال المدنيين، بالإضافة إلى عدد من الجنود. قدّم الجيش الهندي خلال الحرب العالمية الأولى عددًا كبيرًا من الفرق والألوية المستقلة في ميادين الحرب في أوروبا، والبحر المتوسط، والشرق الأوسط. خدم أكثر من مليون جندي هندي خارج بلادهم، منهم 62,000 في عداد القتلى، وتعرض 67,000 آخرون للإصابة.

#### كندا
شهدت كندا فترة ازدهار خلال الحرب، ولكن كاد الصراع العرقي ينفجر خارج نطاق السيطرة. وبالنظر إلى الاتجاهات الاقتصادية على المدى الطويل، فلم تترك الحرب أثرًا كبيرًا على اتجاه أو سرعة التغيير الحاصل. فقد تواصل مسار العوامل الاقتصادية الرئيسية، والنظام التجاري والمالي، والتكنولوجيا دون اضطراب. حصلت النساء بصورة مؤقتة على أعمال ذات علاقة بالحرب، ومع نهاية الحرب نشبت خلافات شديدة بين أعضاء النقابات والفلاحين استمرت لعدة سنوات تالية.

#### أستراليا
وسّع بيلي هيوز، رئيس الوزراء ابتداءً من أكتوبر 1915، الدور الحكومي في الاقتصاد، وفي نفس الوقت كان منخرطًا في نقاشات مستفيضة بخصوص قضية التجنيد الإجباري. يذكر المؤرخ غيرهارد فيشر إن حكومة هيوز دفعت بشدة في اتجاه التحديث على المستوى الاقتصادي، والصناعي، والاجتماعي. وبالرغم من ذلك، وفقًا لفيشر، فقد حدث ذلك بوسائل الإقصاء والقمع. ويقول فيشر إن الحرب قد أسهمت في تحويل أمة مسالمة إلى «دولة عنيفة، وعدوانية، وتعصف بها النزاعات، ويشوبها الخوف، ومنقسمة على جبهات غير مرئية بفضل الانقسام الطائفي، والصراع العرقي، والاضطرابات الاجتماعية والاقتصادية والسياسية».
في العام 1914، اتّسم الاقتصاد الأسترالي بنطاقه الضيق، إنما كان عدد السكان البالغ خمسة ملايين الأكثر رخاءً إلى حد ما في العالم عن الفرد الواحد. اعتمدت الأمة على صادرات الصوف، ولحم الغنم، والقمح، والمعادن. قدمت لندن تطمنيات بأنها ستتولى ضمان الاكتتاب على المخاطر التي تمثلها الحرب على الشحن البحري بهدف استمرار تدفق التجارة بين دول الكومنولث في مواجهة تهديدات غواصات يو-بوت الألمانية. فرضت لندن نقاط تفتيش لكيلا تؤول أي صادرات تحت سيطرة الألمان. حافظت الحكومة البريطانية على ثبات الأسعار عبر شراء المنتجات الأسترالية بالرغم من أن تضاؤل حركة الشحن كان يعني أنه لن توجد فرصة لاستلام المنتجات أصلًا. إنما بالمجمل شهدت التجارة الأسترالية توسعًا عامًا. من حيث القيمة، ازدادت نسبة الصادرات الأسترالية 45% تقريبًا، في حين زاد عدد الأستراليين العاملين في قطاع التصنيع بنسبة أكثر من 11%. وتوسّعت عمليات تعدين الحديد وصناعة الصلب بصورة كبيرة. أصبح التضخم عاملًا حاضرًا بالتزامن مع ارتفاع الأسعار الاستهلاكية، بينما لُجِئ إلى الحفاظ على تكلفة الصادرات بقيمة أقل من القيمة السوقية لمنع حدوث المزيد من الضغوط التضخمية في جميع أنحاء العالم. وبسبب ذلك، ارتفعت تكاليف المعيشة بالنسبة للعديد من الأستراليين العاديين.
تزايد مدّ الحركة النقابية، والتي كانت قوية بالفعل، بالرغم من انقسام الحركة بخصوص القضية السياسية المتعلقة بالتجنيد الإجباري.  ورغم الزيادات الكبيرة في تكاليف العديد من مستلزمات الحياة الأساسية، سعت الحكومة إلى تثبيت الأجور، وهو ما أثار غضب أعضاء النقابات العمالية. خلال الحرب ارتفع متوسط الأجور الأسبوعي بنسبة تتراوح بين 8% - 12%، إنما لم يكفِ ذلك لمواكبة التضخم، وتسبب ذلك في حالة استياء كبير في أوساط العمال، بلغت درجةً أعقبها إضراب عن العمل. لم تكن كل تلك الخلافات متأتية عن عوامل اقتصادية، إنما كان جزءٌ منها نتيجة للمعارضة العنيفة لمسألة التجنيد الإجباري، والتي عارضها العديد من أعضاء النقابات العمالية. وهكذا، خلّفت تلك الخلافات آثارًا شديدة الإرباك، وتشير التقديرات إلى أنه بين الأعوام 1914 و1918 وقع 1,945 نزاعًا صناعيًا، وهو ما أسفر عن خسارة بلغت 8,533,061 يوم عمل، وخسارات في الأجور بلغت 4,785,607 جنيه إسترليني.